# Regierungspalast Osttimors

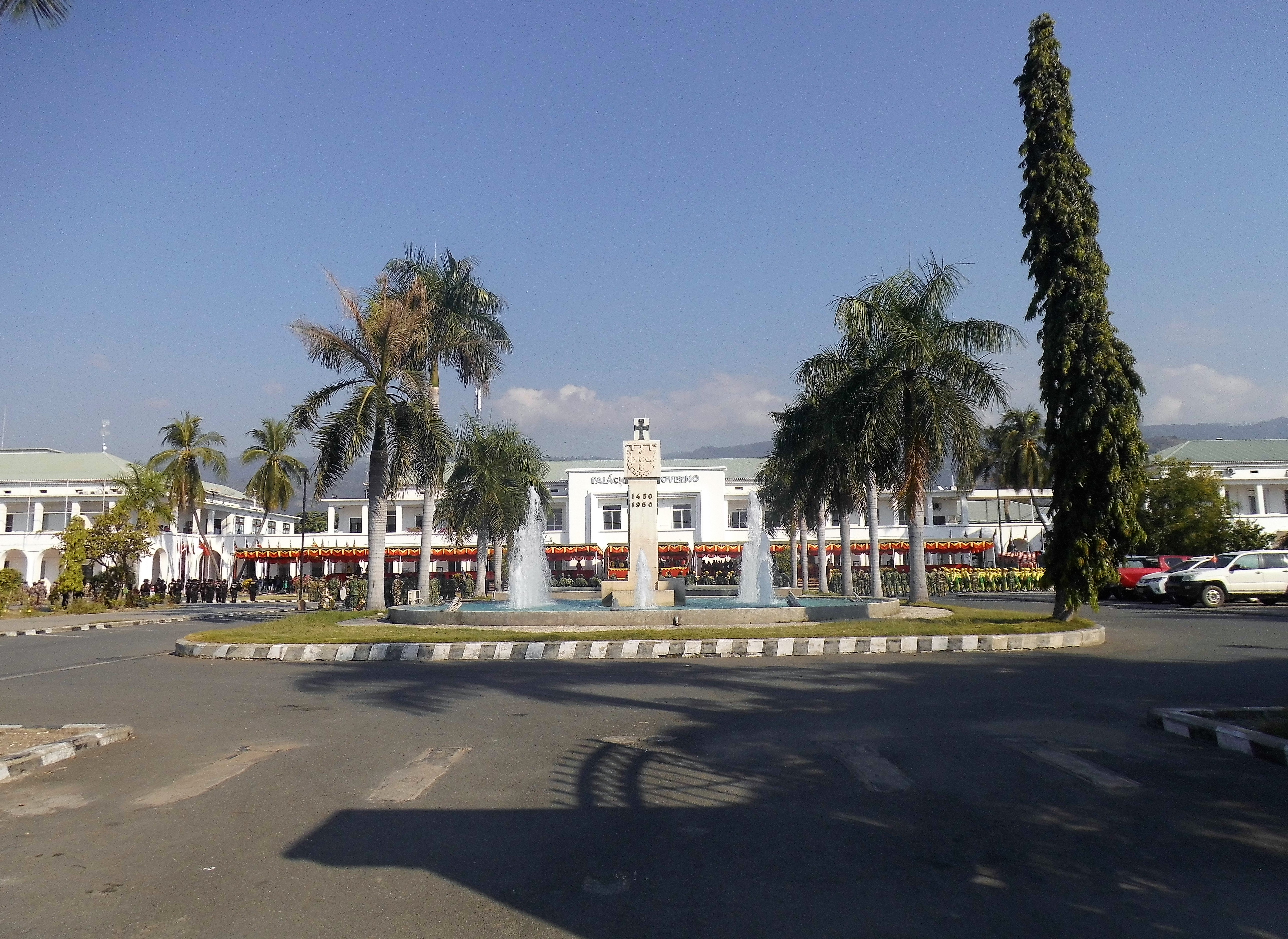
Der Regierungspalast (2018).

Der Regierungspalast Osttimors (portugiesisch Palácio do Governo) ist der Sitz des Premierministers von Osttimor und der Regierung. In der portugiesischen Kolonialzeit wurde das Gebäude der Amtspalast (portugiesisch Palácio das Repartições) genannt, da sich der Wohnsitz des Gouverneurs im Palácio de Lahane befand. Der Regierungspalast befindet sich im Suco Colmera (Verwaltungsamt Vera Cruz) der Hauptstadt Dili, nahe dem Ufer der Bucht von Dili.

## Geschichte
Ab 1860 diente der Palácio de Lahane als Wohnsitz des Gouverneurs, während der Amtssitz nahe dem Hafen im alten Gouverneurspalast in der malariaverseuchten Ebene blieb. Der heutige Regierungspalast wurde als Amtssitz des portugiesischen Gouverneurs im Rahmen des Wiederaufbaus Dilis nach dem Zweiten Weltkrieg in den 1950er und 1960er Jahren neu errichtet. Zuvor stand an dem Ort das Gebäude des Stadtrats (Câmara Municipal).
Am Nachmittag des 28. Novembers 1975 wurde vor dem Eingang des Palastes durch Francisco Xavier do Amaral einseitig die Unabhängigkeit Osttimors von Portugal ausgerufen. Neun Tage später besetzten allerdings indonesische Truppen Osttimor.
Ab 1999 diente der Palast zunächst als Sitz der Mission der Vereinten Nationen in Osttimor (UNAMET), dann der Übergangsverwaltung der Vereinten Nationen für Osttimor (UNTAET). Im allgemeinen Jargon wurde der Palast als das GPA Building bezeichnet. Seit der Wiederherstellung der Unabhängigkeit Osttimors ist der Regierungspalast der Amtssitz des Premierministers und seiner Regierung. Auch das Außenministerium war vor dem Umzug in ein eigenes Gebäude im Erdgeschoss des Regierungspalasts untergebracht.

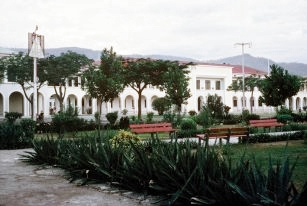
Der Regierungspalast Ende der 1960er Jahre, noch mit rotem Dach
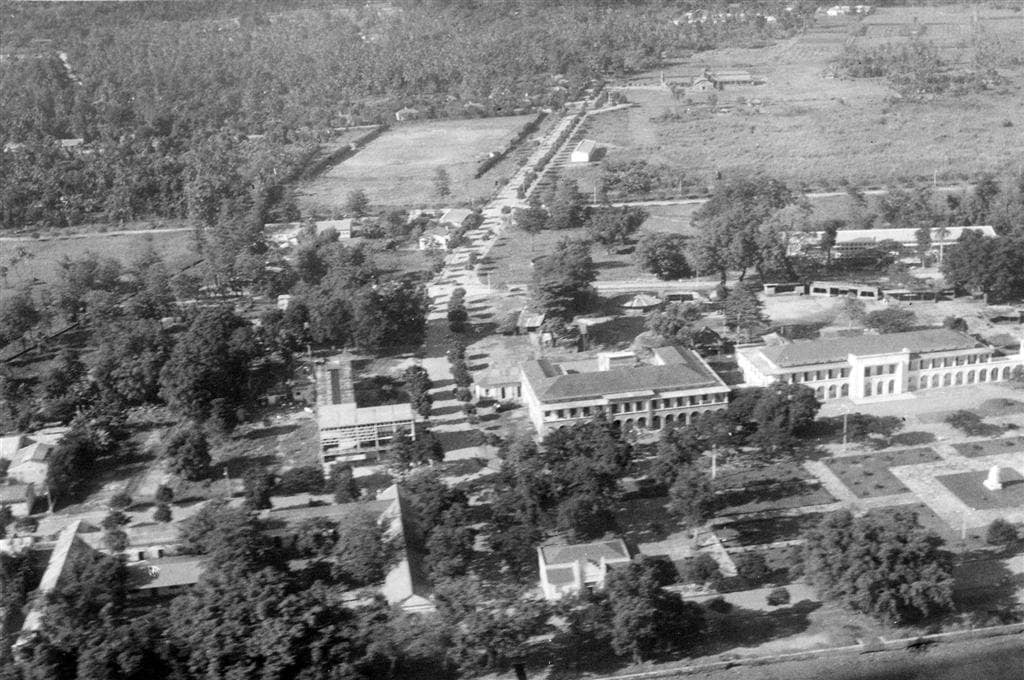
Luftbild in den 1960ern
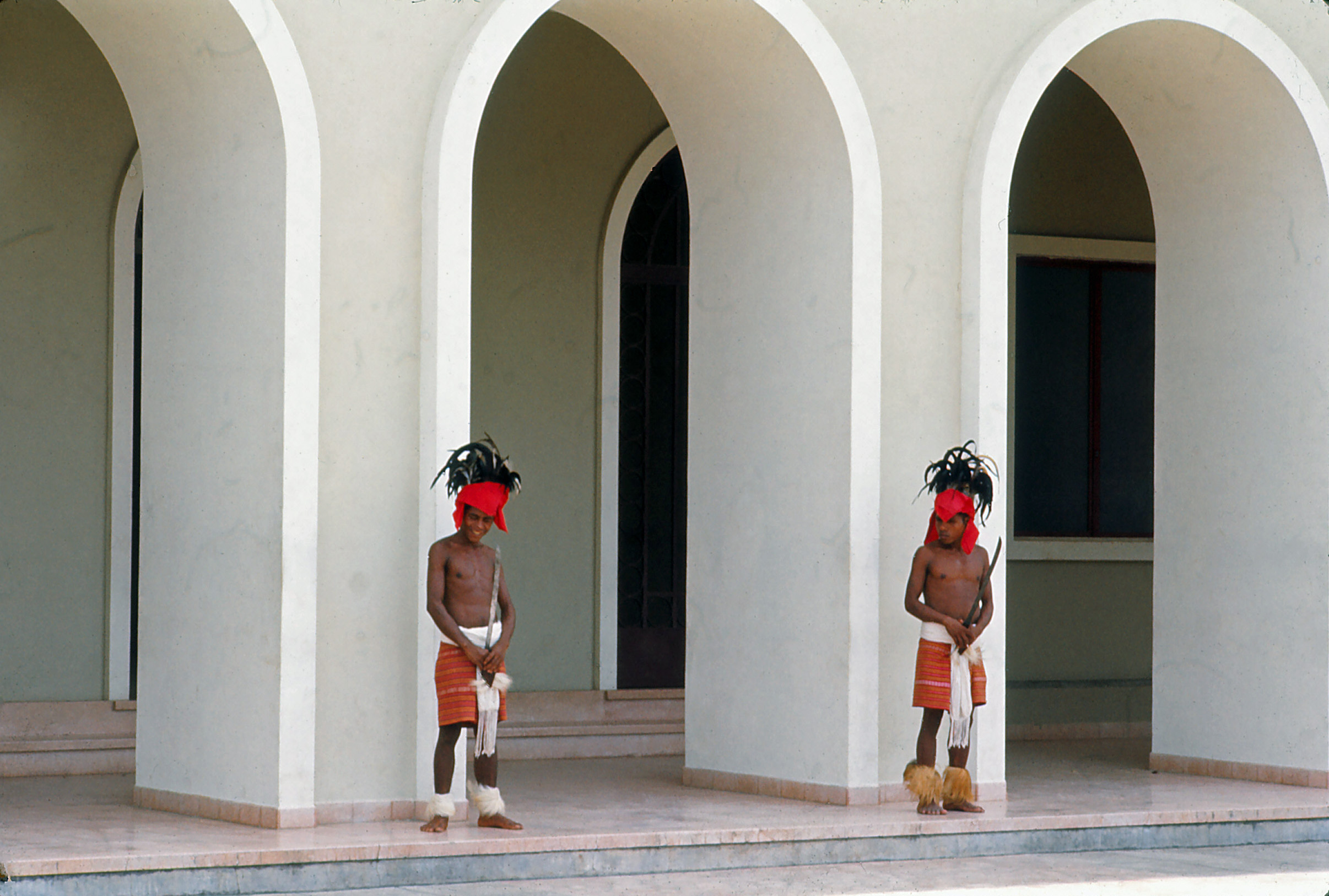
Wachen vor dem Palast (1971)

## Architektur

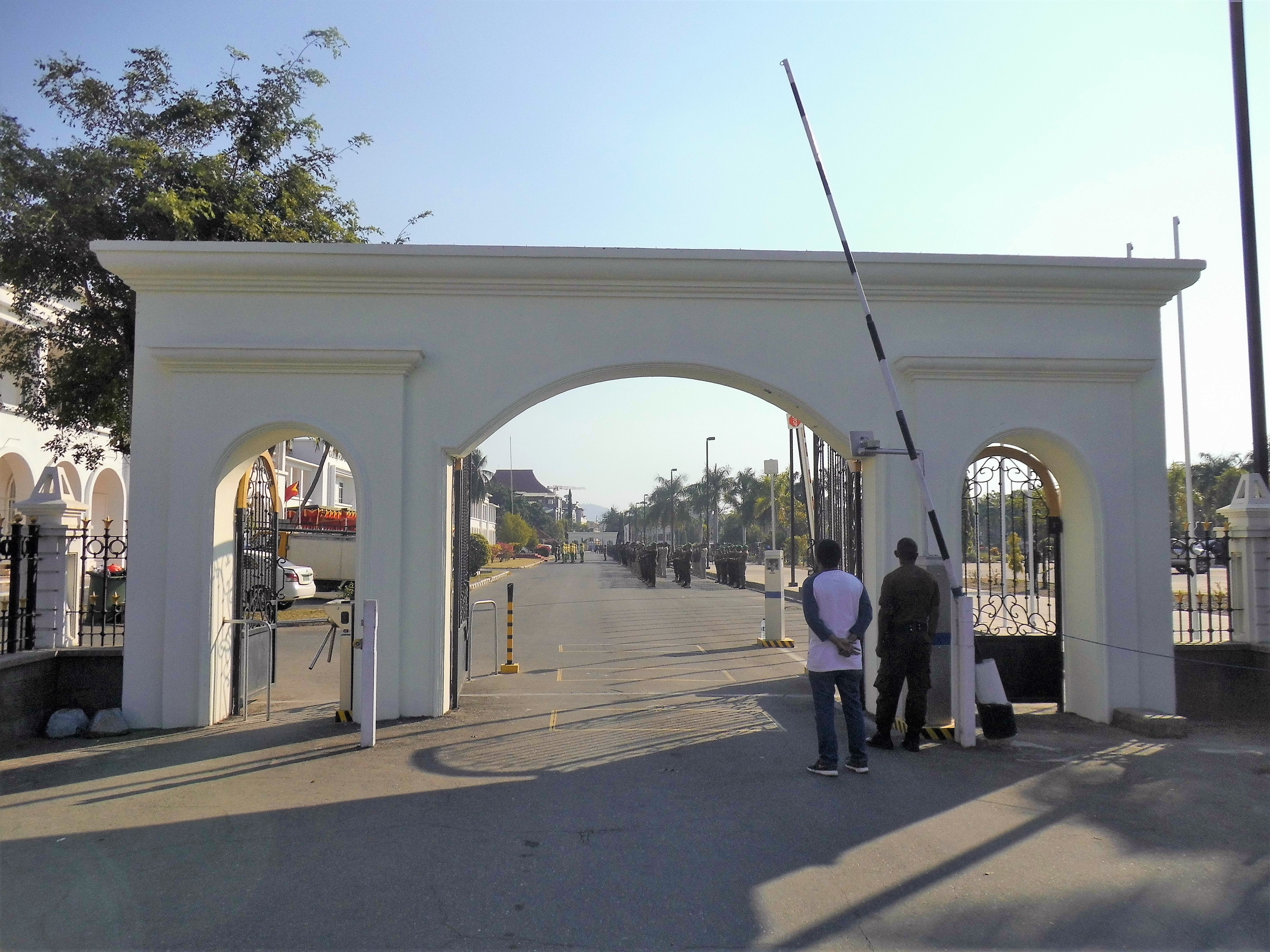
Östliche Einfahrt in den gesperrten Bereich vor dem Palast

Der Palast orientiert sich in seinem Aussehen den Gebäuden am Praça do Comércio, dem Hauptplatz Lissabons. Der Haupteingang in der Mitte blickt nach Norden auf die Bucht von Dili. Dem Palast vorgelagert ist ein Platz mit einer kleinen Grünanlage und dem Denkmal für Heinrich den Seefahrer, das zu dessen 500. Todestag 1960 aufgestellt wurde. Der Platz mit der Grünanlage dient als Fläche für zeremonielle Anlässe und als Parkplatz. Früher führte hier die Rua José Maria Marques am Palast vorbei. Nach der Unabhängigkeit des Landes 2002 wurde der Platz bis zur Avenida Marginal an der Uferpromenade von der Öffentlichkeit abgesperrt. Auf der bisherigen Rua José Maria Marques entstanden zwei Torbögen als Einfahrt zu dem umzäunten Bereich, der am 20. Mai 2018 den Namen Praça da Proclamação da Independência (deutsch Platz der Proklamation der Unabhängigkeit) erhielt.
In Richtung Westen führt nun die Rua 25 de Abril, nach Osten die Rua 30 de Agosto. An der Westseite verläuft nach Süden die Rua do Palácio do Governo mit dem 2017 eröffneten Neubau der Botschaft Portugals in Dili, an der Ostseite die Avenida Xavier do Amaral, an der das Casa Europa und das Gebäude der Associação Comercial, Agrícola e Industrial de Timor(ACAIT) stehen.

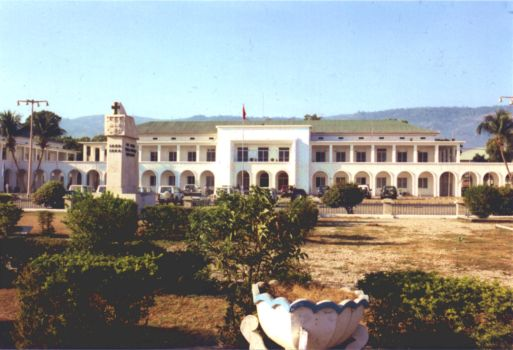
Der Regierungspalast im Jahr 2002. Davor das Denkmal für Heinrich den Seefahrer im noch offenen Vorplatz.

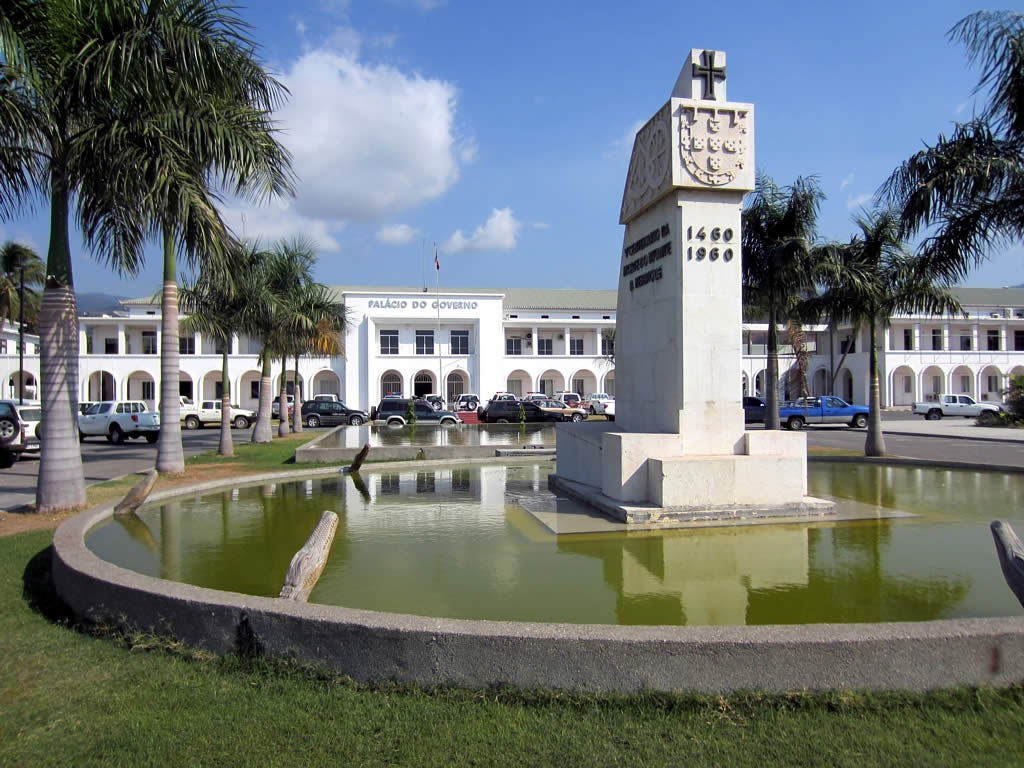
Der Regierungspalast 2011. Der Vorplatz wurde in den ersten Jahren der Unabhängigkeit wesentlich umgestaltet.

Der weiße Palast mit dem grünlichen Walmdach (ursprünglich rot) besteht aus einem Hauptgebäude und zwei Nebengebäuden, die über einen durchgehenden Arkadengang miteinander verbunden sind. Alle Teile haben ein Erdgeschoss und ein Obergeschoss. Das Hauptgebäude wurde bis 1953 errichtet. Mit der offenen Galerie, auf beiden Ebenen der Hauptfront, entspricht das Gebäude dem portugiesischen Kolonialstil der 1950er Jahre. Die drei Bögen der unteren Galerie werden durch das rechteckige Eingangsportal umspannt, auf dem oben Palácio do Governo geschrieben steht. Links und rechts hat die Galerie des Hauptgebäudes jeweils sieben weitere Bögen. Neben dem Hauptgebäude befinden sich, etwas nach vorne gerückt, links und rechts zwei Nebengebäude. Sie wirken wie kleinere Kopien des Hauptgebäudes, bei denen wieder in der Mitte rechteckige Portale drei Bögen der Galerie einschließen, flankiert von nur jeweils sechs Bögen an den Seiten. Die Nebengebäude sind mit Peristylen mit je vier Bögen mit dem Hauptgebäude verbunden, die wie Erweiterungen des Zentralbaus wirken. Das westliche  Nebengebäude entstand zwischen 1960 und 1962. Hier war früher die Abteilung für öffentliche Arbeiten untergebracht. Das östliche Nebengebäude wurde erst zwischen 1966 und 1969 hinzugefügt. Es beherbergte das Post-, Telefon- und Telegrafenamt (CTT) und wurde von António Sousa Mendes 1963 geplant. Mendes versuchte die Architektur des übrigen Gebäudes zu übernehmen. Hinter dem östlichen Nebengebäude stand ein Gebäude, in dem vor dem Zweiten Weltkrieg die Finanzabteilung untergebracht war. Nach dem Auszug des CTT residierte in den 1970er-Jahren hier die geheime Staatspolizei PIDE.
Durch einen neuen Verbindungstrakt kann man zum südlich liegenden jüngeren Gebäude des Nationalparlaments gelangen. Auf der Südseite befinden sich noch weitere Regierungsgebäude, unter anderem das Finanzministerium.